# Pop/Stars
（風格化為全大寫）是虛擬女子團體K/DA於2018年11月4日發行的數位單曲。歌曲由麥狄森·碧兒、杰拉·伯恩斯、田小娟及曹薇娟共同演唱，詞曲則由Riot Games音樂團隊製作完成，作為K/DA的出道曲首度於英雄联盟2018赛季全球总决赛的開幕舞台上演出。
在玩家社群中引起熱烈反響，並登上了各大歌曲排行榜。截至2024年12月，歌曲的音樂錄影帶（以下簡稱為MV）超過6億人次觀看，成為英雄聯盟YouTube頻道最多人觀看的影片。

## 背景
「K/DA」是Riot Games推出的女子音樂组合，成員分別有阿璃（曹薇娟飾）、阿卡莉（田小娟飾）、凱莎（傑拉·伯恩斯飾）以及伊芙琳（麥狄森·碧兒飾）。在2018年10月初，Riot Games公布旗下遊戲英雄聯盟四位英雄角色將推出新造型「K/DA」，由於造型風格及成員人數讓不少人猜測英雄造型是以BLACKPINK做參考設計，ESPN的記者泰勒·埃爾茲伯格（Tyler Erzberger）在對比行程安排後也認為「K/DA」是BLACKPINK，並認為BLACKPINK會出席本次開幕賽，演唱全球總決賽的主題曲《登峰造極境》（RISE）。10月26日，Riot Games宣布K/DA將作為表演嘉賓登場於開幕賽。

## 製作
時長3分11秒，是首流行舞曲，由美國歌手麥狄森·碧兒、傑拉·伯恩斯以及韓國女子團體(G)I-DLE成員田小娟和曹薇娟共同演唱。作詞與編曲是Riot Games音樂團隊與麥狄森·碧兒、傑拉·伯恩斯、田小娟及曹薇娟共同花費數個月的時間製作。
艾倫·金（Ellen Kim）、貝利·索克（Bailey Sok）、史蒂夫·多雷（Stevie Doré）和艾琳·哈曼（Eileen Harman）負責歌曲的編舞。為了開幕賽的演出，成員們在韓國特訓了三天。除了歌曲創作，成員們還為MV進行動態捕捉。的MV由法國動畫公司「Fortiche Production」製作，該公司曾包辦《登峰造極境》與金克丝的宣傳動畫。

## 反響
在英雄联盟2018赛季全球总决赛結合真人演出與擴增實境的開幕舞台獲得不少好評，The Verge的記者茱莉婭·亞歷山大（Julia Alexander）對開幕舞台感到難以置信，並稱讚歌曲與擴增實境的表演。來自《PC Gamer》的安迪·查爾克（Andy Chalk）表示音樂朗朗上口，就算與《英雄聯盟》無關，開幕舞台的演出也是一個了不起的技術成就。
歌曲發布不久，於中國音樂節目《即刻电音》的表演曲目《You Gotta Move It 蹦迪治大病 Remix》被認為是抄襲，除了歌曲有抄襲嫌疑，組合A.T.M的造型也被認為與阿卡莉的造型相似。隊長DirtyClass（得體克拉斯）則表示歌曲並沒有抄襲問題，口罩近似的圖案也是純屬巧合，早在2017年3月，DirtyClass的設計就於美國完成。

## 商業成績
歌曲的MV在YouTube發佈24小時內，觀看次數突破500萬，達到YouTube美國發燒影片第8，而500萬的觀看次數超越IZ*ONE出道曲MV〈La Vie en Rose〉450萬的記錄，成為24小時內最多觀看次數的出道曲MV紀錄第1。11月6日Riot Games宣布歌曲MV於發布48小時內觀看次數突破1300萬。截止至11月15日，已經累積超過6000萬的觀看次數。12月4日，影片的觀看次數突破1億，成為繼〈戰士〉，英雄聯盟YouTube頻道中觀看次數第二的影片。截至2024年12月，歌曲的音樂錄影帶（以下簡稱為MV）超過6億人次觀看，成為英雄聯盟YouTube頻道最多人觀看的影片。
在美國獲得iTunes K-POP下載類別第一名。根據尼爾森音樂統計，〈Pop/Stars〉從發售到11月8日這四天內就售出了9000份。同時也登上了美國《告示牌》的「世界數位歌曲銷售」排行第1、「流行數位歌曲銷售」排行第10以及「數位歌曲銷售」排行30名。
在韓國，的音源成績最高來到了Bugs日榜第4名。並以12,775,297指數坐落在當週Gaon單曲榜第42名，還成為當週下載榜的第5名。

## 榜單表現
| 週榜單（2018年）                         | 峰值 |
| ---------------------------------------- | ---- |
| 澳大利亞（澳大利亚唱片业协会数字歌曲榜） | 49   |
| 澳大利亞（澳大利亚唱片业协会热歌榜）     | 2    |
| 加拿大（《告示牌》數位歌曲銷售榜）       | 30   |
| 捷克共和國（百強數位單曲榜）             | 72   |
| 中國（QQ音乐巅峰榜·热歌）                | 19   |
| 法國（法國唱片出版業公會下載單曲榜）     | 86   |
| 香港（KKBOX韓語單曲週榜）                | 3    |
| 希臘（國際唱片業協會希臘分會國際單曲榜） | 29   |
| 匈牙利（四十強單曲榜）                   | 4    |
| 匈牙利（四十強串流榜）                   | 21   |
| 日本（《告示牌》海外熱門榜）             | 13   |
| 馬來西亞（馬來西亞唱片業協會）           | 16   |
| 馬來西亞（KKBOX韓語單曲週榜）            | 8    |
| 新西兰（新西兰唱片音乐协会熱門單曲榜）   | 6    |
| 蘇格蘭（官方榜单公司單曲榜）             | 82   |
| 新加坡（新加坡唱片業協會串流榜）         | 6    |
| 新加坡（KKBOX韓語單曲週榜）              | 4    |
| 斯洛伐克（百強數位單曲榜）               | 91   |
| 韓國（Gaon單曲榜）                       | 39   |
| 韓國（Gaon下載榜）                       | 5    |
| 瑞典（瑞典每周热歌榜）                   | 4    |
| 台灣（KKBOX韓語單曲週榜）                | 2    |
| 英國（官方榜單公司單曲下載榜）           | 75   |
| 英國（官方榜單公司獨立單曲榜）           | 17   |
| 美國（《告示牌》世界單曲暢銷榜）         | 1    |
| 美國（《告示牌》流行數位歌曲銷售榜）     | 10   |
| 美國（《告示牌》數位歌曲銷售榜）         | 30   |

| 月榜單（2018年）   | 峰值 |
| ------------------ | ---- |
| 韓國（Gaon單曲榜） | 55   |
| 韓國（Gaon下載榜） | 20   |

## 外部連結
- 官方网站：美國、台灣